# Saadi Mounla
Saadi Mounla est un homme d'État, ancien Premier ministre du Liban.
Il est député sunnite du Liban Nord de 1943 à 1947, puis député de Tripoli de 1951 à 1953.
En mai 1946, le président Béchara el-Khoury le nomme Premier ministre. Il quitte ce poste en décembre de la même année.
Auparavant, il est ministre de la Justice et de l'Intérieur, dans les cabinets de Sami Solh, toujours sous le mandat de Béchara el-Khoury.